# Fryčovice
Obec Fryčovice (německy Fritzendorf) se nachází v západní části okresu Frýdek-Místek v Moravskoslezském kraji. Leží na obou březích řeky Ondřejnice v oblasti zvané Lašsko. Žije zde přibližně 2 400 obyvatel.

## Části obce
- Fryčovice
- Ptáčník

## Název
Původní jméno vsi bylo Fritzendorf ("Fricova ves"). Koncem středověku přejato do češtiny v dnešní podobě. (Jména Fritz a Fryč/Fritsch byly domácké podoby jména Friedrich.)

## Historie
První písemná zmínka o obci pochází z roku 1267, obec však byla založena olomouckým biskupem Brunem ze Schauenburka již okolo roku 1255 na zalesněné půdě. Lokátorem obce byl pravděpodobně muž jménem Fritz.
Nejstarší kamennou církevní stavbou v obci i okolí je kostel Nanebevzetí Panny Marie postavený v letech 1335 až 1345.
Vlastní škola byla v obci zřízena po zavedení lokálního farního úřadu v roce 1775. Hasičský sbor byl založen v roce 1895 a tělovýchovná jednota Sokol v roce 1912. Elektrifikace byla započata v roce 1928.
Dne 5. prosince 1961 zde byla naměřena historicky nejvyšší prosincová teplota na území Česka, konkrétně 19,8 °C.

## Turistika, služby
Víceúčelová hala TJ Sokol Fryčovice a přilehlé sportoviště a Fry Relax centrum s bazénem, squashem, saunou a sportovními kurzy dávají možnost sportovnímu vyžití po celý rok. Chov koní a jízdárna slouží místním občanům i turistům.
Obec je dobře vybavena obchodní sítí a řadou drobných služeb. Stravování je možné v několika místních hostincích a restauracích.
Přes obec vede značená cyklistická stezka č. 6006, která je jedním z okruhů pro trekingová kola, vedoucí podhůřím Beskyd a okolo přehrady Olešná.
Obec má řadu rybníků – kromě soukromých chovných také obecní rybník poblíž tzv.Hájenky na východní straně obce nedaleko od Dolu Staříč III.
Oblíbenou pěší turistickou destinací je kopec Sovinec, který v současnosti slouží jako obora s chovem stáda Jelenců Viržinských. Obora je pro pěší přístupná. Častým cílem pěších tůr místních obyvatel jsou také Palkovické hůrky s přírodní rezervací a Hrad Hukvaldy.

## Lokalita
Nejvyšším vrcholem obce je kopec Sovinec vysoký 354 m n. m.
Obec leží na obou březích řeky Ondřejnice, která pramení v pohoří Ondřejník a vlévá se do Odry. Obcí protéká množství potoků – mezi nejvýznamnější patří Krnalovický potok, který pramení v Palkovických hůrkách a na jeho toku jsou umístěny čtyři chovné rybníky, a potok Košice, který do Fryčovic přitéká z vodní nádrže Kašice u Dolu Staříč III na východní hranici s Chlebovicemi.
Obec sousedí jižně s obcí Hukvaldy (část Rychaltice), východně s Chlebovicemi a Staříčem, severně s městem Brušperk a západně s obcemi Trnávka a Kateřinice. Část obce Krnalovice leží na severozápadních svazích Palkovických hůrek.
Obcí prochází jihovýchodně hlavní dálniční tah z Olomouce a Nového Jičína do Frýdku-Místku a dále přes Český Těšín do Polska.
Od roku 2010 do roku 2014 zastával funkci starosty Jiří Volný, pak od roku 2014 do téměř konce roku 2022 vykonával funkci starosty Leo Volný a od konce roku 2022 vykonává funkci starosty Pavel Janša.

## Pamětihodnosti
- Kostel Nanebevzetí Panny Marie – kostel je chráněnou kulturní památkou a společně s okolním hřbitůvkem je jasnou architektonickou dominantou Fryčovic. Spojitost zdejších obyvatel s kultem Panny Marie se promítá i do městského symbolu, v němž je umístěna lilie.

## Galerie

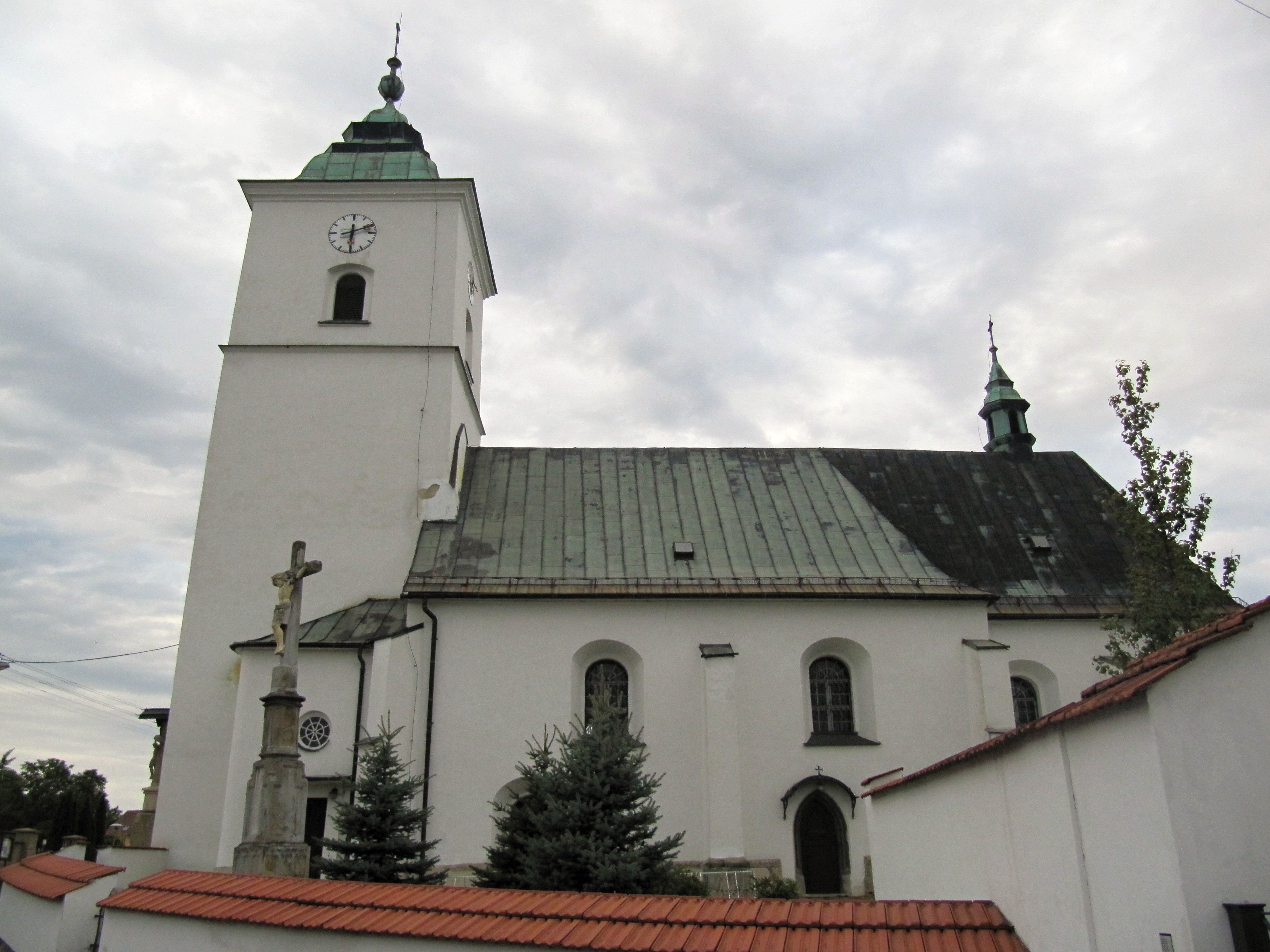
Kostel Nanebevzetí Panny Marie
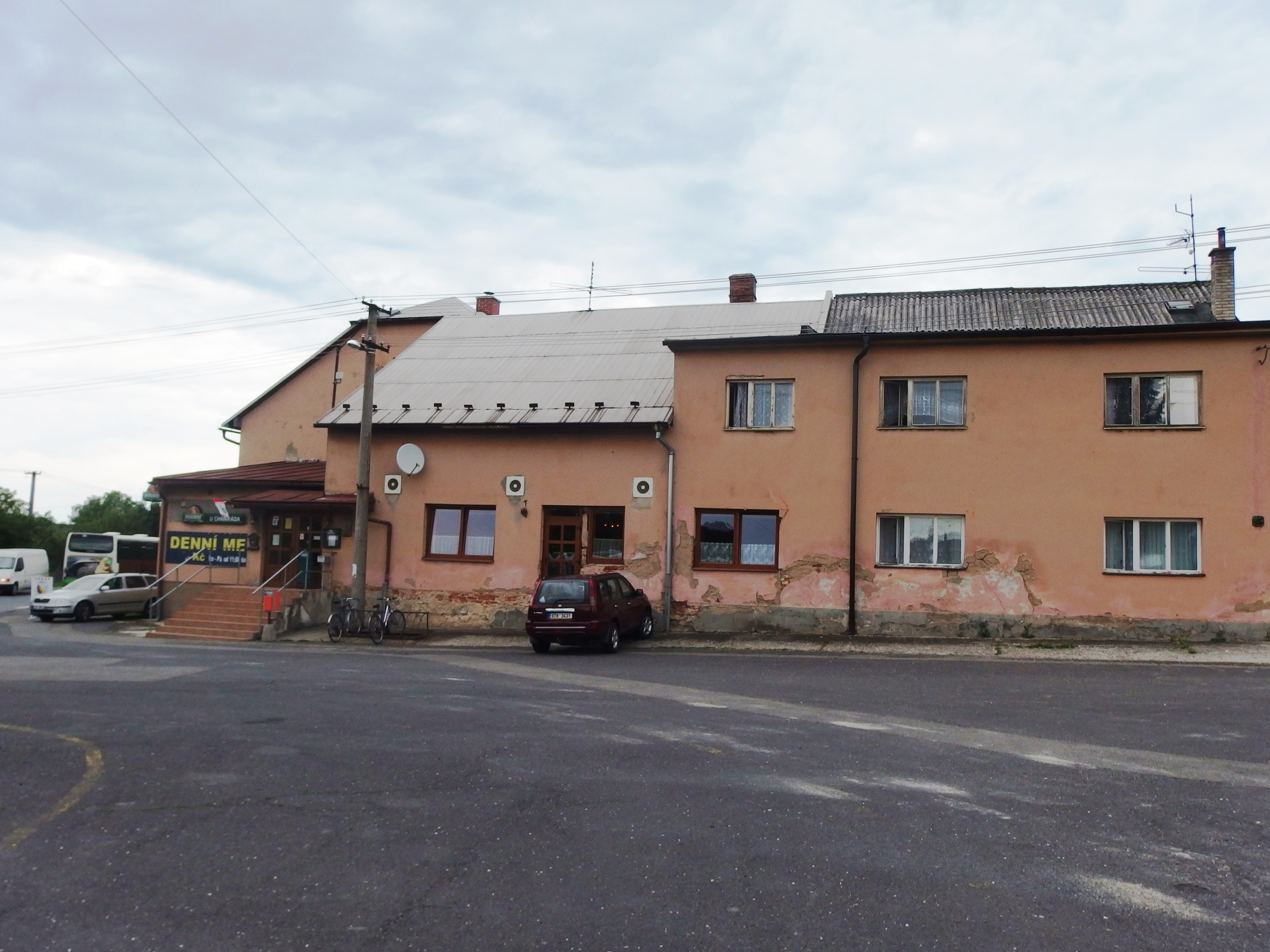
Hostinec U Chamráda
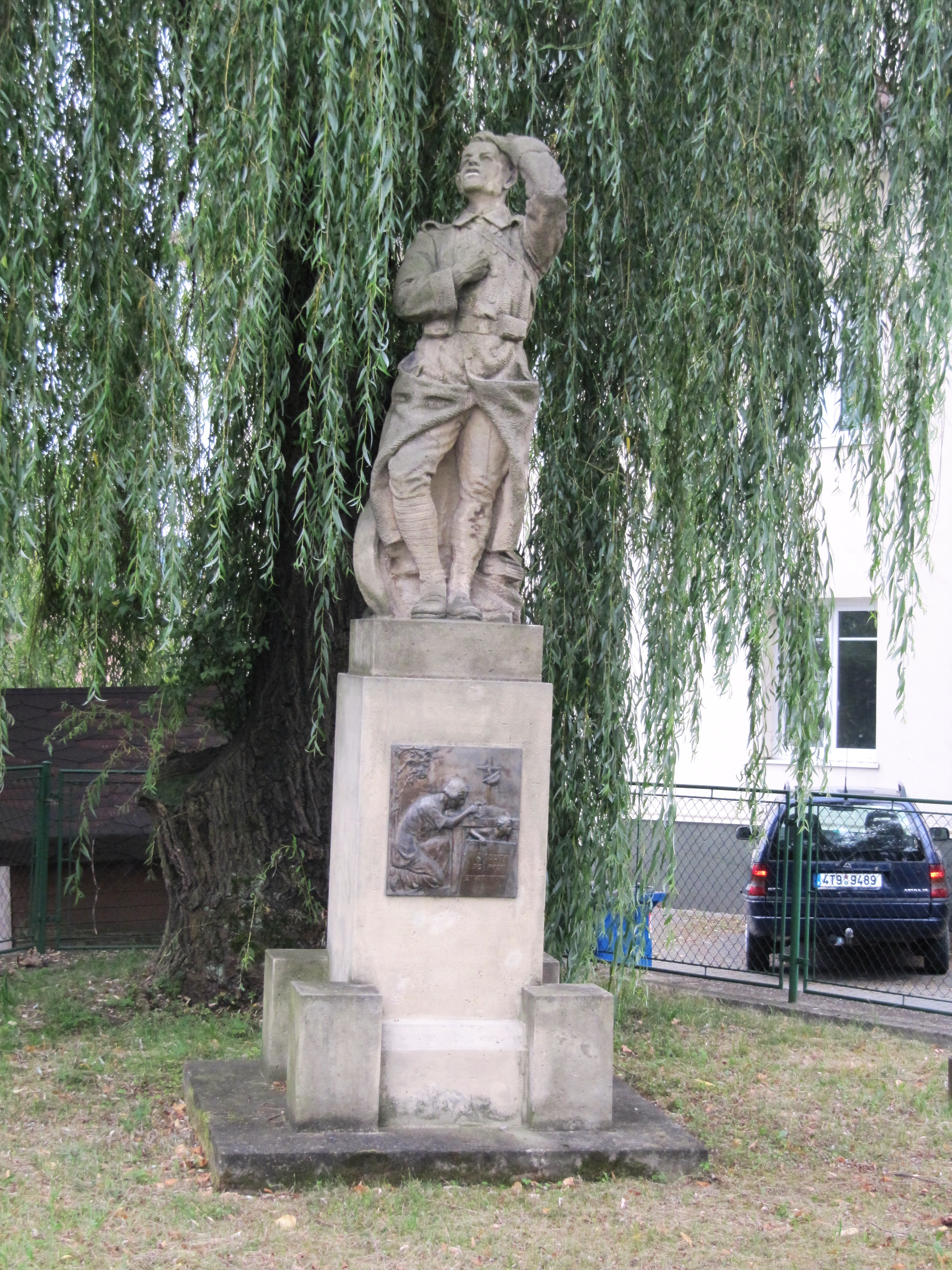
Pomník obětem I. sv. války
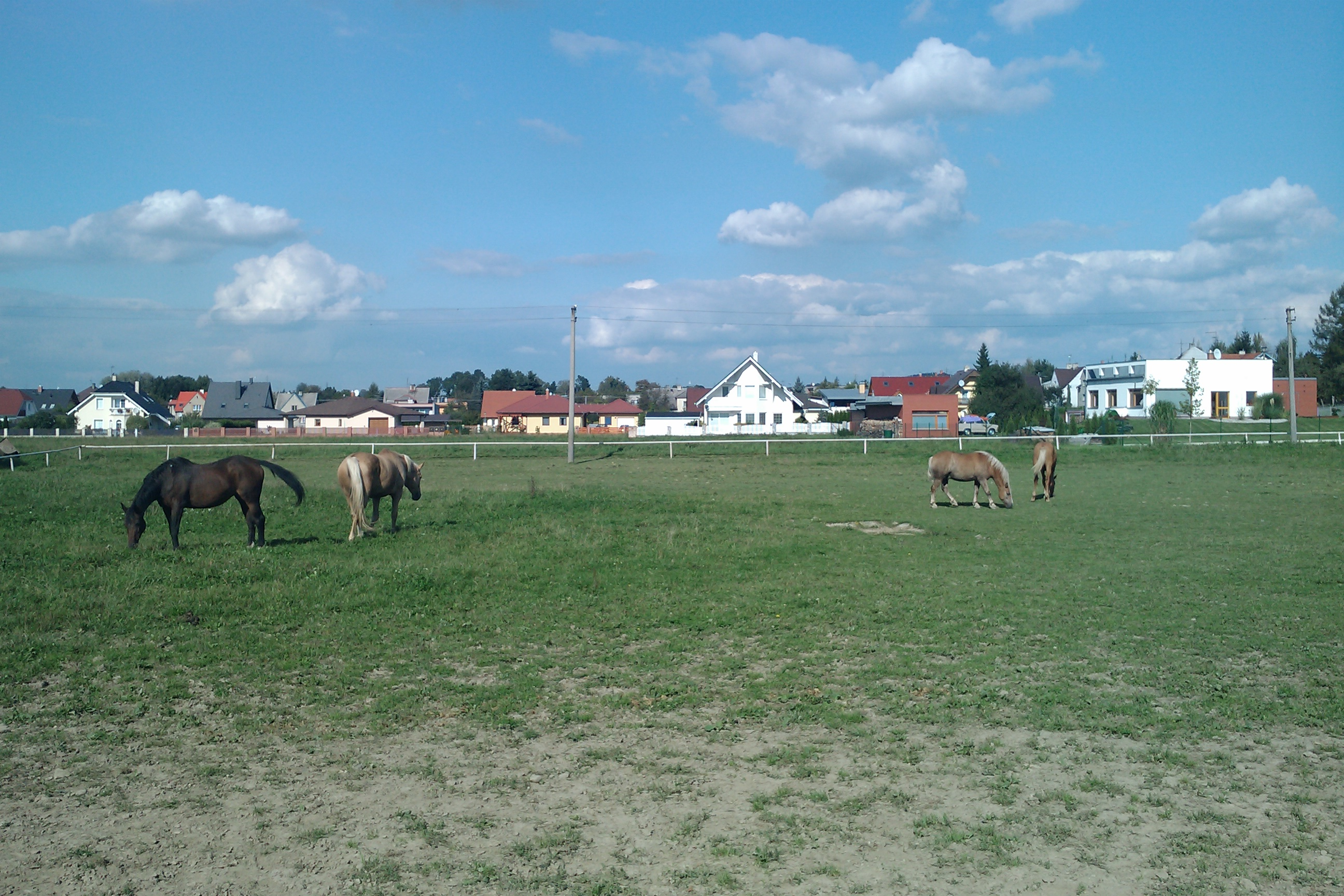
Koně
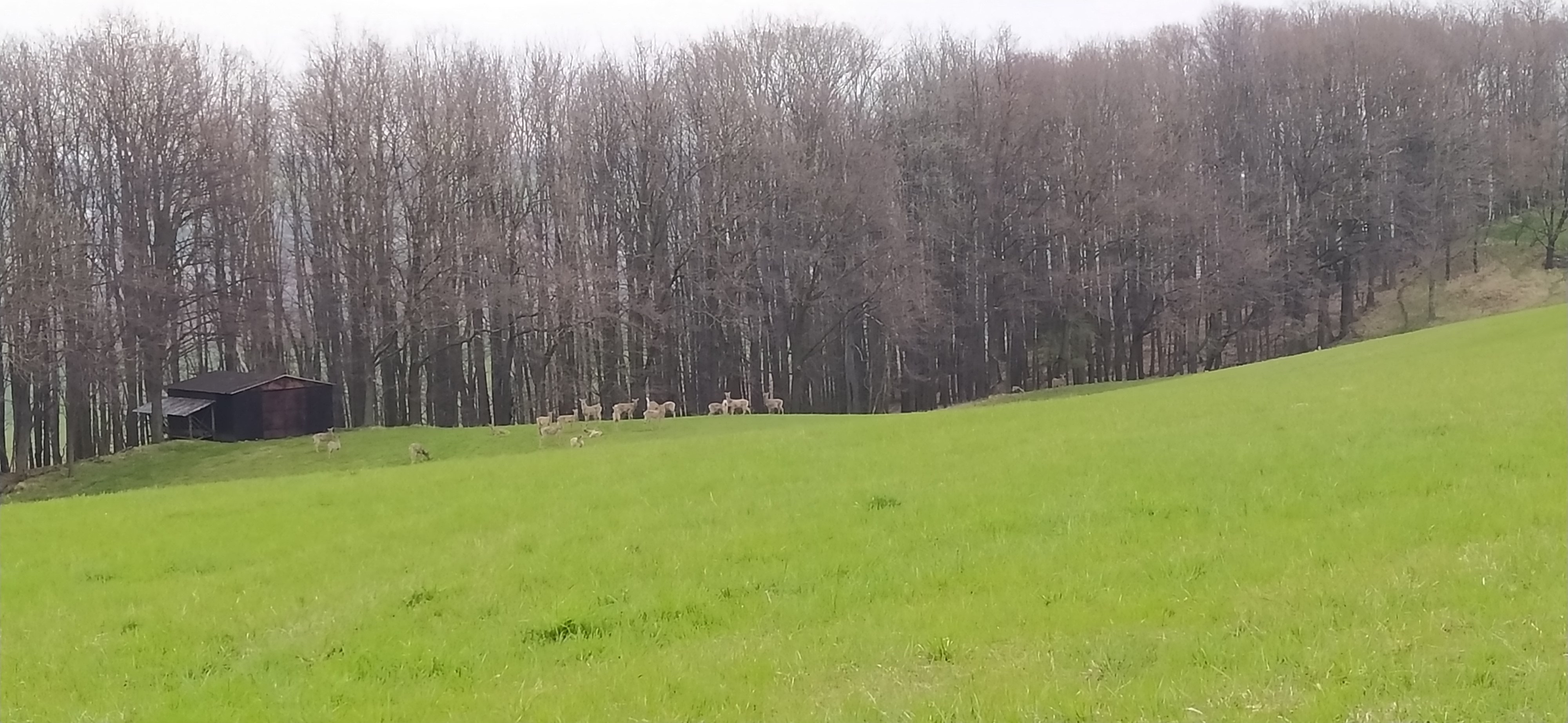
Obora Sovinec

## Významné osobnosti
- Ludvík Kubala (1847–1905) – starosta a politik
- Jan Strakoš (1899–1966) – literární kritik a publicista
- Lubomír Havlák (1921–2014) – tenorista Národního divadla
- František Kopecký (* 1954) – politik, programátor a volejbalista
- Zdeněk Šajtar (* 1958) – fotbalista

## Obyvatelstvo

Věková struktura obyvatel obce Fryčovice roku 2011